# Prosthoporus marjoriae
Prosthoporus marjoriae là một loài tò vò trong họ Ichneumonidae.